# 1469 en littérature
| Années de la littérature : 1466 - 1467 - 1468 - 1469 - 1470 - 1471 - 1472    |
| Décennies de la littérature : 1430 - 1440 - 1450 - 1460 - 1470 - 1480 - 1490 |

Cet article présente les faits marquants de l'année 1469 en littérature.

## Parutions
- 11 avril : editio princeps des Noctes atticae d'Aulu-Gelle, Rome, Arnold Pannartz et Konrad Sweynheim[1].

- Thomas Malory achève en 1469-1470 Le Morte d'Arthur, source de la légende arthurienne, imprimé par William Caxton en 1485[2].
- Marsile Ficin rédige De Amore, un important commentaire du Banquet de Platon[3].

## Naissances
- 15 avril : Guru Nanak, mystique et poète indien, mort le 7 mai 1539.
- 3 mai : Nicolas Machiavel, humaniste italien, théoricien de la politique, de l'histoire et de la guerre, poète et dramaturge, mort le 21 juin 1527.
- Septembre : Laura Cereta, humaniste et écrivaine italienne de Venise, morte en 1499.

- Teseo Ambrogio degli Albonesi, humaniste italien de la Renaissance, précurseur de l'orientalisme, mort à la fin de 1540.
- Gilles de Viterbe, cardinal italien, théologien, humaniste, kabbaliste et poète, mort le 12 novembre 1532.
- Johannes Pfefferkorn, polémiste allemand, mort vers 1523.
- Jean-François II Pic de la Mirandole, philosophe et écrivain italien, mort en 1533.
- Cœlius Rhodiginus, humaniste italien, mort en 1525.

## Décès
- Benedikt Kotruljević, marchand, diplomate et humaniste de la république de Raguse, auteur d'un traité d'économie, né en 1416.